# Ephrata (Washington)
Ephrata (iːˈfreɪtə) ist eine City im Grant County im US-Bundesstaat Washington. Zum United States Census 2020 hatte Ephrata 8.477 Einwohner. Es ist der County Seat des Grant County.

## Geschichte
Ephrata wurde am 21. Juni 1909 offiziell als Gebietskörperschaft anerkannt und zum County Seat für den neu geschaffenen Grant County bestimmt.
Historisch gesehen ist die Siedlung Ephrata ziemlich neuzeitlich. Bis 1886, nur drei Jahre bevor Washington den USA beitrat, gab es keine bekannte Siedlung. Der Pferdezüchter Frank Beezley war der erste Weiße, der nahe den natürlichen Quellen siedelte, so dass das Gebiet als Beezley Springs bekannt wurde. Da Klima und Topographie für eine Siedlung nicht vielversprechend waren, blieb die ganze Gegend nur spärlich besiedelt, bis verschiedene Aktionen des Bundeskongresses wie der Northern Pacific Land Grant Act, der Homestead Act und der Desert Claims Act die Besiedlung dieses semi-ariden wüstenartigen Gebietes vorantrieben. Ursprünglich erstreckte sich das Douglas County über das gesamte Gebiet an der Großen Schleife des Columbia River. Die Legislative des Staates Washington teilte ihn 1909 und schuf so das Grant County. Als die Zeit heran war, der Legislative einen County Seat vorzuschlagen, machte jemand den Repräsentanten einer rivalisierenden Gemeinde absichtlich betrunken, so dass Ephrata ausgewählt wurde.
Es wird allgemein angenommen, dass Ephrata von einem Angestellten der Great Northern Railway benannt wurde. Der Name Ephrata ist von einer biblischen Beschreibung einer Oase in der Wüste abgeleitet. Es ist auch der historische Name der Stadt Bethlehem.
Die Region war zum Beginn des 20. Jahrhunderts für die großartigen Herden wilder Pferde bekannt, die das Land durchstreiften. Pferdehandel war ein bedeutender Bestandteil der lokalen Wirtschaft, und Ephrata diente als Ausgangsbasis für den Pferdeauftrieb (englisch „horse round-up“). Der letzte „Grand Horse Round-up“ wurde 1906 in Ephrata veranstaltet. Ephrata entwickelte sich später bis zum Beginn des Columbia Basin Project zum Handels- und Dienstleistungszentrum für Rinder- und Schaffarmen der Region.
1939 wurde eine der längsten Startbahnen im Bundesstaat in Ephrata gebaut, die dem U.S. Army Air Corps bis 1945 diente, als die Fläche in einen kommerziellen Flughafen umgewandelt wurde. Der Flughafen und die Hangars wurden 1989 in Steven Spielbergs Film Always, dem letzten Film mit Audrey Hepburn, verwendet. Sie wurden für die Flughafen-Szenen im fiktiven Flat Rock (Colorado) genutzt.
Ephrata war im nationalen Mittelpunkt des Interesses als 60 Minutes II, ein Haupt-Nachrichtenmagazin der USA, 2003 über den Mord an Craig Sorger berichtete, einem dreizehnjährigen, der von den beiden damals zwölfjährigen Evan Savoie und Jake Eakin brutal ermordet wurde. Die beiden Angeklagten waren die jüngsten in der Geschichte des Bundesstaates, die als Erwachsene behandelt wurden.
Im Januar 2011 löste Jim McCullar sein halbes 380-Millionen-Dollar-Los in einem Safeway-Supermarkt in Ephrata ein. Es war der zweithöchste Jackpot in der Geschichte der U.S.-Lotterie.
Der Grant County Public Utility District, eine gemeinnützige Einrichtung zur Unterhaltung öffentlicher Einrichtungen und Infrastrukturen, hat seinen Hauptsitz in Ephrata.

### Columbia Basin Bewässerungs-Projekt
Ab Juli 1918 starteten mehrere prominente Einwohner von Ephrata die Werbung für ein Vorhaben, Wasser aus dem Columbia River zur Bewässerung der fruchtbaren, aber trockenen Böden des Landes an der Großen Schleife (englisch „Big Bend“) des Flusses abzuleiten. Als „The Dam University“ tituliert, verrichteten die Bewohner Ephratas auf lokaler, bundesstaatlicher und nationaler Ebene beständig Lobbyarbeit, um Unterstützung für ihr Projekt zu sammeln. Die initiale Finanzierung des Grand Coulee Dam wurde 1933 durch die Public Works Administration unter Franklin D. Roosevelts Hoffnung auf einen „New Deal“ geschaffen. Wasser zur Bewässerung floss jedoch nicht vor Ende des Zweiten Weltkriegs, da das gesamte Land auf diesen fokussiert war. Während dieser Zeit war die Hauptaufgabe des Grand Coulee Dam, Elektrizität für die Hanford Reservation und für die Aluminiumproduktion, das lebenswichtig für die Flugzeugproduktion war, zu erzeugen. Als der Krieg endete, kehrte das Projekt zu seiner ursprünglichen Mission zurück, die Wüste zu bewässern.

### Bevölkerungswachstum
Die Bauten des Bewässerungsprojekts und die militärischen Aktivitäten ließen die Bevölkerungszahl von Ephrata zwischen 1940 und 1960 um den Faktor acht steigen. Als die Bundesprojekte ausliefen, erfuhr die Stadt zwischen 1960 und 1975 einen Bevölkerungsrückgang um 22 %. Die Zahl stabilisierte sich zwischen 1975 und 1982, bei einem leichten Rückgang zwischen 1980 und 1990. Seit 1990 wächst die Bevölkerung ständig. Gegenwärtig sind es 7.110 Einwohner.

## Geographie
Ephrata liegt auf 47°19'1" N / 119°32'53" W. Nach dem United States Census Bureau nimmt die Stadt eine Gesamtfläche von 26,13 Quadratkilometern ein, worunter keine Wasserflächen sind.

### Klima
Lokale Wetterinformationen stellt das Büro Spokane des National Weather Service zur Verfügung.
Ephrata hat nach der Klimaklassifikation nach Köppen & Geiger ein Semiarides Klima (abgekürzt „Bsk“).
|                        | Jan    | Feb    | Mär    | Apr   | Mai   | Jun   | Jul   | Aug   | Sep   | Okt    | Nov    | Dez    |   |        |
| Mittl. Temperatur (°C) | −2,22  | 1,39   | 6,39   | 11,11 | 15,83 | 20,00 | 23,61 | 23,33 | 18,06 | 10,83  | 3,06   | −1,94  | ⌀ | 10,8   |
| Mittl. Tagesmax. (°C)  | 16,11  | 18,33  | 23,89  | 34,44 | 38,33 | 41,67 | 42,78 | 46,11 | 41,11 | 30,00  | 22,22  | 17,22  | ⌀ | 31,1   |
| Mittl. Tagesmin. (°C)  | −30,00 | −31,11 | −16,67 | −5,56 | −2,22 | 0,56  | 4,44  | 2,22  | −2,22 | −13,33 | −17,78 | −26,11 | ⌀ | −11,4  |
|                        |        |        |        |       |       |       |       |       |       |        |        |        |   |        |
| Niederschlag (mm)      | 21,08  | 19,81  | 19,05  | 10,92 | 16,26 | 12,95 | 11,18 | 6,35  | 9,40  | 11,94  | 26,16  | 30,23  | Σ | 195,33 |

| −30,00 |

| −31,11 |

| −16,67 |

| −5,56 |

| −2,22 |

| 0,56 |

| 4,44 |

| 2,22 |

| −2,22 |

| −13,33 |

| −17,78 |

| −26,11 |

| −30,00 |

| −31,11 |

| −16,67 |

| −5,56 |

| −2,22 |

| 0,56 |

| 4,44 |

| 2,22 |

| −2,22 |

| −13,33 |

| −17,78 |

| −26,11 |

## Demographie

### Census 2000
Nach der Volkszählung von 2000 gab es in Ephrata 6.808 Einwohner, 2.561 Haushalte und 1.776 Familien. Die Bevölkerungsdichte betrug 263,6/ km². Es gab 2.788 Wohneinheiten bei einer mittleren Dichte von 108/ km².
Die Bevölkerung bestand zu 90,64 % aus Weißen, zu 0,4 % aus Afroamerikanern, zu 0,71 % aus Indianern, zu 0,72 % aus Asiaten, zu 0,12 % aus Pazifik-Insulanern, zu 5,32 % aus anderen „Rassen“ und zu 2,1 % aus zwei oder mehr „Rassen“. Hispanics oder Latinos „jeglicher Rasse“ bildeten 10,3 % der Bevölkerung.
Von den 2561 Haushalten beherbergten 35,8 % Kinder unter 18 Jahren, 54,5 % wurden von zusammen lebenden verheirateten Paaren, 10,7 % von alleinerziehenden Müttern geführt; 30,7 % waren Nicht-Familien. 27,1 % der Haushalte waren Singles und 13,7 % waren alleinstehende über 65-jährige Personen. Die durchschnittliche Haushaltsgröße betrug 2,56 und die durchschnittliche Familiengröße 3,09 Personen.
Der Median des Alters in der Stadt betrug 36 Jahre. 28,9 % der Einwohner waren unter 18, 8 % zwischen 18 und 24, 26,9 % zwischen 25 und 44, 20,1 % zwischen 45 und 64 und 16,1 65 Jahre oder älter. Auf 100 Frauen kamen 97,6 Männer, bei den über 18-Jährigen waren es 94,5 Männer auf 100 Frauen.
Alle Angaben zum mittleren Einkommen beziehen sich auf den Median. Das mittlere Haushaltseinkommen betrug 35.060 US$, in den Familien waren es 43.500 US$. Männer hatten ein mittleres Einkommen von 38.571 US$ gegenüber 26.320 US$ bei Frauen. Das Pro-Kopf-Einkommen betrug 17.929 US$. Etwa 8,7 % der Familien und 12,9 % der Gesamtbevölkerung lebte unterhalb der Armutsgrenze; das betraf 16 % der unter 18-Jährigen und 10 % der über 65-Jährigen.

### Census 2010
Nach der Volkszählung von 2010 gab es in Ephrata 7.664 Einwohner, 2.856 Haushalte und 1.915 Familien. Die Bevölkerungsdichte betrug 292,3/ km². Es gab 3.086 Wohneinheiten bei einer mittleren Dichte von 118,1/ km².
Die Bevölkerung bestand zu 84,1 % aus Weißen, zu 0,8 % aus Afroamerikanern, zu 1,1 % aus Indianern, zu 1,3 % aus Asiaten, zu 0,1 % aus Pazifik-Insulanern, zu 9,5 % aus anderen „Rassen“ und zu 3,1 % aus zwei oder mehr „Rassen“. Hispanics oder Latinos „jeglicher Rasse“ bildeten 16,7 % der Bevölkerung.
Von den 2856 Haushalten beherbergten 36,1 % Kinder unter 18 Jahren, 49,6 % wurden von zusammen lebenden verheirateten Paaren, 12,6 % von alleinerziehenden Müttern und 4,8 % von alleinstehenden Vätern geführt; 32,9 % waren Nicht-Familien. 28,7 % der Haushalte waren Singles und 12,7 % waren alleinstehende über 65-jährige Personen. Die durchschnittliche Haushaltsgröße betrug 2,57 und die durchschnittliche Familiengröße 3,14 Personen.
Der Median des Alters in der Stadt betrug 34,7 Jahre. 27,4 % der Einwohner waren unter 18, 9,4 % zwischen 18 und 24, 25 % zwischen 25 und 44, 23,6 % zwischen 45 und 64 und 14,6 65 Jahre oder älter. Von den Einwohnern waren 49,7 % Männer und 50,3 % Frauen.

## Bildung

### Grundschulen
- Columbia Ridge Elementary
- Grant Elementary

### Mittelschulen
- Parkway Intermediate School
- Ephrata Middle School

### Privat-Schulen
- New Life Christian School
- St. Rose Of Lima Catholic School

### Highschools
- Ephrata High School
- Sage Hills Alternative High School

## Verkehr
- Ephrata hat einen Bahnhof, der von der Amtrak bedient wird, während die Gleise der BNSF Railway gehören.

## Persönlichkeiten
- Bruce Holbert (* 1959), Autor und Lehrer